# AFDX-384
AFDX-384 (BIBN-161) je lek koji deluje kao selektivni muskarinski acetilholinski antagonist, sa selektivnošću za M2 i M4 podtipove. On se uglavnom koristi za mapiranje distribucije M2 i M4 muskarinskih receptora u mozgu, i studiranje njihovog učešća u razvoju i tretmanu demencije i šizofrenije.